# Olympische Sommerspiele 2016/Schwimmen – 100 m Rücken (Frauen)
Der Wettbewerb über 100 Meter Rücken der Frauen bei den Olympischen Spielen 2016 in Rio de Janeiro wurde am 7. und 8. Juli 2016 im Olympic Aquatics Stadium ausgetragen. 34 Athletinnen aus 28 Ländern nahmen daran teil.
Es fanden fünf Vorläufe statt. Die 16 schnellsten Schwimmerinnen aller Vorläufe qualifizierten sich für die beiden Halbfinals, die am gleichen Tag ausgetragen wurden. Für das Finale am nächsten Tag qualifizierten sich hier die acht schnellsten Starterinnen beider Läufe.
Abkürzungen:

WR = Weltrekord, OR = olympischer Rekord, NR = nationaler Rekord

ER = Europarekord, NAR = Nordamerikarekord, SAR = Südamerikarekord, ASR = Asienrekord, AFR = Afrikarekord, OZR = Ozeanienrekord

PB = persönliche Bestleistung, JWB = Jahresweltbestzeit

## Bestehende Rekorde
| Weltrekord         | Gemma Spofforth ( Vereinigtes Königreich) | 58,12 s | Rom, Italien                   | 28. Juli 2009 |
| Olympischer Rekord | Emily Seebohm ( Australien)               | 58,77 s | London, Vereinigtes Königreich | 29. Juli 2012 |

## Titelträger
| Olympiasieger | Missy Franklin ( Vereinigte Staaten) | 58,33 s | London 2012 |
| Weltmeister   | Emily Seebohm ( Australien)          | 58,26 s | Kasan 2015  |
| Europameister | Mie Østergaard Nielsen ( Dänemark)   | 58,73 s | London 2016 |

## Vorlauf

### Vorlauf 1
| Platz | Name          | Nation | Zeit        | Anmerkung |
| ----- | ------------- | ------ | ----------- | --------- |
| 1     | Gaurika Singh | Nepal  | 1:08,45 min |           |
| 2     | Evelina Afoa  | Samoa  | 1:08,74 min |           |
| 3     | Rita Zeqiri   | Kosovo | 1:12,31 min | NR        |

### Vorlauf 2
| Platz | Name          | Nation                       | Zeit        | Anmerkung |
| ----- | ------------- | ---------------------------- | ----------- | --------- |
| 1     | Claudia Lau   | Hongkong                     | 1:01,27 min |           |
| 2     | Alicja Tchórz | Polen                        | 1:01,31 min |           |
| 3     | Alexus Laird  | Seychellen                   | 1:03,33 min |           |
| 4     | Kimiko Raheem | Sri Lanka                    | 1:04,21 min |           |
| 5     | Lara Butler   | Cayman Islands               | 1:04,98 min | NR        |
| 6     | Caylee Watson | Amerikanische Jungferninseln | 1:07,19 min | NR        |
| 7     | Talisa Lanoe  | Kenia                        | 1:10,02 min |           |

### Vorlauf 3
| Platz | Name                    | Nation             | Zeit        | Anmerkung |
| ----- | ----------------------- | ------------------ | ----------- | --------- |
| 1     | Olivia Smoliga          | Vereinigte Staaten | 59,60 s     |           |
| 2     | Madison Wilson          | Australien         | 59,92 s     |           |
| 3     | Anastassija Fessikowa   | Russland           | 1:00,04 min |           |
| 4     | Kirsty Coventry         | Simbabwe           | 1:00,13 min |           |
| 5     | Eygló Ósk Gústafsdóttir | Island             | 1:00,89 min |           |
| 6     | Simona Baumrtová        | Tschechien         | 1:01,08 min |           |
| 7     | Darja Ustinowa          | Russland           | 1:01,45 min |           |
| 8     | Mimosa Jallow           | Finnland           | 1:01,58 min |           |

### Vorlauf 4
| Platz | Name                   | Nation             | Zeit        | Anmerkung |
| ----- | ---------------------- | ------------------ | ----------- | --------- |
| 1     | Kathleen Baker         | Vereinigte Staaten | 58,84 s     |           |
| 2     | Mie Østergaard Nielsen | Dänemark           | 59,13 s     |           |
| 2     | Georgia Davies         | Großbritannien     | 59,86 s     |           |
| 4     | Fu Yuanhui             | China              | 1:00,02 min |           |
| 5     | Matea Samardžić        | Kroatien           | 1:00,46 min |           |
| 6     | Wang Xueer             | China              | 1:00,59 min |           |
| 7     | Duane Da Rocha         | Spanien            | 1:00,87 min |           |
| 8     | Katarína Listopadová   | Slowakei           | 1:01,43 min |           |

### Vorlauf 5
| Platz | Name               | Nation      | Zeit        | Anmerkung |
| ----- | ------------------ | ----------- | ----------- | --------- |
| 1     | Emily Seebohm      | Australien  | 58,99 s     |           |
| 2     | Kylie Masse        | Kanada      | 59,07 s     |           |
| 3     | Katinka Hosszú     | Ungarn      | 59,13 s     |           |
| 4     | Dominique Bouchard | Kanada      | 1:00,18 min |           |
| 5     | Kira Toussaint     | Niederlande | 1:01,17 min |           |
| 6     | Yekaterina Rudenko | Kasachstan  | 1:01,28 min |           |
| 7     | Etiene Medeiros    | Brasilien   | 1:01,70 min |           |
| 8     | Natsumi Sakai      | Japan       | 1:01,74 min |           |

## Halbfinale

### Lauf 1
| Platz | Name                    | Nation             | Zeit        | Anmerkung |
| ----- | ----------------------- | ------------------ | ----------- | --------- |
| 1     | Madison Wilson          | Australien         | 59,03 s     |           |
| 2     | Mie Østergaard Nielsen  | Dänemark           | 59,18 s     |           |
| 3     | Emily Seebohm           | Australien         | 59,32 s     |           |
| 4     | Olivia Smoliga          | Vereinigte Staaten | 59,35 s     |           |
| 5     | Anastassija Fessikowa   | Russland           | 59,68 s     |           |
| 6     | Dominique Bouchard      | Kanada             | 1:00,54 min |           |
| 7     | Eygló Ósk Gústafsdóttir | Island             | 1:00,65 min |           |
| 8     | Wang Xueer              | China              | 1:01,44 min |           |

### Lauf 2
| Platz | Name            | Nation             | Zeit        | Anmerkung |
| ----- | --------------- | ------------------ | ----------- | --------- |
| 1     | Kathleen Baker  | Vereinigte Staaten | 58,84 s     |           |
| 2     | Katinka Hosszú  | Ungarn             | 58,94 s     |           |
| 3     | Fu Yuanhui      | China              | 58,95 s     |           |
| 4     | Kylie Masse     | Kanada             | 59,06 s     | NR        |
| 5     | Georgia Davies  | Großbritannien     | 59,85 s     |           |
| 6     | Kirsty Coventry | Simbabwe           | 1:00,26 min |           |
| 7     | Matea Samardžić | Kroatien           | 1:00,60 min |           |
| 8     | Duane Da Rocha  | Spanien            | 1:00,85 min |           |

## Finale
9. August 2016, 03:30 Uhr MEZ
| Platz | Name                   | Nation             | Zeit    | Anmerkung |
| ----- | ---------------------- | ------------------ | ------- | --------- |
| 1     | Katinka Hosszú         | Ungarn             | 58,45 s | NR        |
| 2     | Kathleen Baker         | Vereinigte Staaten | 58,75 s |           |
| 3     | Kylie Masse            | Kanada             | 58,76 s | NR        |
| 3     | Fu Yuanhui             | China              | 58,76 s | NR        |
| 5     | Mie Østergaard Nielsen | Dänemark           | 58,80 s |           |
| 6     | Olivia Smoliga         | Vereinigte Staaten | 58,95 s |           |
| 7     | Emily Seebohm          | Australien         | 59,19 s |           |
| 8     | Madison Wilson         | Australien         | 59,23 s |           |